# روبرت ساندز
روبرت ساندز (بالإنجليزية: Robert Sands)‏ هو لاعب كرة قدم أمريكية أمريكي، ولد في 3 نوفمبر 1989 في جاكسونفيل في الولايات المتحدة.

## وصلات خارجية
- روبرت ساندز على موقع إي إس بي إن.كوم (أن.أف.أل)3
- روبرت ساندز على موقع مرجع كرة القدم المحترفة.كوم (الإنجليزية)